# Balangiga

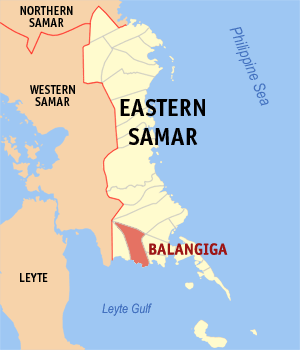
Bản đồ Đông Samar với vị trí của Balangiga

Balangiga là một đô thị hạng 5 ở tỉnh Đông Samar, Philippines. Theo điều tra dân số năm 2000, đô thị này có dân số 10.662 người trong 2.113 hộ.
Balangiga là nơi xảy ra thảm sát Balangiga năm 1901, trong thời kỳ chiến tranh Philippines-Hoa Kỳ.

## Các đơn vị hành chính
Balangiga được chia ra 13 barangay.
- Bacjao
- Cag-olango
- Cansumangcay
- Guinmaayohan
- Barangay Poblacion I
- Barangay Poblacion II
- Barangay Poblacion III
- Barangay Poblacion IV
- Barangay Poblacion V
- Barangay Poblacion VI
- San Miguel
- Sta. Rosa
- Maybunga